# Auerbergland
Auerbergland ist der Name eines 1992 gegründeten interkommunalen Zusammenschlusses von ursprünglich 8 und jetzt insgesamt 14 Gemeinden rund um den Auerberg in Bayern, etwa 80 km südwestlich von München. Eine Besonderheit dieses Zusammenschlusses liegt darin, dass sich die Mitgliedsgemeinden nicht im gleichen Landkreis befinden, sondern sich über die Landkreise Weilheim-Schongau, Ostallgäu und Landkreis Landsberg am Lech erstrecken, welche zusätzlich noch in unterschiedlichen Regierungsbezirken Bayerns, nämlich Oberbayern und Schwaben, liegen.

## Mitgliedsgemeinden
Zunächst schlossen sich die Gemeinden
- Bernbeuren
- Burggen
- Ingenried
- Lechbruck am See
- Roßhaupten
- Schwabbruck
- Schwabsoien
- Stötten am Auerberg

zusammen.
Am 1. Januar 2001 kamen
- Altenstadt (Oberbayern)
- Hohenfurch
- Rieden am Forggensee

hinzu.
Anfang 2007 wuchs die Zahl der Mitgliedsgemeinden mit den Orten
- Prem
- Steingaden

auf 13 an.
Am 21. Januar 2015 wurde
- Kinsau

als 14. Mitgliedsgemeinde aufgenommen.

## Ziele
Durch den Zusammenschluss soll der ländliche Raum gestärkt werden. Durch die gemeinsame Ausnutzung der in der Region liegenden Potentiale soll eine Stärkung der Wirtschaft und des Tourismus erfolgen, aber auch der soziale Zusammenhalt gefördert werden. Der Auerberg soll also nicht mehr als topographisch und politisch-verwaltungstechnisch trennendes Element, sondern als Identifikationsmerkmal für die geschichtlichen, soziokulturellen und naturräumlichen Gemeinsamkeiten und als touristische Marke dienen.
Nach dem Auslaufen des Förderprogrammes LEADER+ schloss sich das Auerbergland mit dem Tourismusverband Pfaffenwinkel zusammen und gründete die Leader-Aktionsgruppe AL-P Auerbergland-Pfaffenwinkel.

## Museumsverbund Auerbergland
Ein Ergebnis dieses interkommunalen Zusammenschlusses ist der Museumsverbund Auerbergland, dem mittlerweile neun größere und kleinere Museen mit unterschiedlichen Schwerpunkten angehören:
- Auerbergmuseum im Kiebelehaus in Bernbeuren
- Dorfmuseum im Pfannerhaus in Roßhaupten
- Flößermuseum in Lechbruck am See
- Hammerschmiede Schwabsoien
- Infozentrum Wasserkraft in den Räumlichkeiten des Kraftwerkes Roßhaupten
- Kutschenmuseum Schwabsoien
- Molkereimuseum Bernbeuren
- Puppenmuseum Rieden am Forggensee
- Wallfahrtsmuseum in der Wies in Steingaden

## Auszeichnungen
- Europäischer Dorferneuerungspreis[4]